# Виктория (футбольный клуб, Роспорт)
«Виктория» (фр. Football Club Victoria Rosport, люкс. FC Victoria Rouspert) — люксембургский футбольный клуб из Роспорта, выступающий в Национальном дивизионе. Образован 1 октября 1928 года.
До 2001 года играл в низших дивизионах. В сезоне 2001/02 дебютировал в Национальном дивизионе. В сезоне 2004/05 занял в чемпионате 4 место, что позволило клубу принять участие в Кубке Интертото 2005, где в первом раунде «Виктория» уступила «Гётеборгу» 2:5 (1:2, 1:3).
В сезоне 2007/08 команда уступила в финале Кубка Люксембурга «Гревенмахеру» 1:4, а также выбыла из Национального дивизиона, где играет вновь с сезона 2014/15.

## Известные игроки
- Люксембург Вайс, Линн (род. 1993)
- Люксембург Грубер, Роми (род. 1993)
- Эритрея  Германия Асмерон Хабте (выступал в 2004–2009 годах)
- Сербия Milan Drageljević (2006–2007)
- Германия Marco Toppmöller (2009)
- Германия Виттек, Торстен (2010–2013)
- Армения  Германия Карапетян, Александр   (2014)